# Melker Karlsson
Melker Karlsson, född 18 juli 1990 i Lycksele, är en svensk ishockeyspelare som spelade för Skellefteå AIK i SHL. Karlssons moderklubb är Lycksele SK.

## Karriär
Melker Karlsson gjorde sin första säsong som ordinarie i Skellefteå AIK under säsongen 2009/2010. Efter tre rätt så anonyma säsonger i klubbens A-lag fick Karlsson sitt definitiva genombrott under säsongen 2012/2013 då han gjorde 28 poäng på 44 matcher. I november 2012 fick Karlsson även prova på spel i Tre Kronor och gjorde landslagsdebut under Karjala Tournament. Karlsson avslutade säsongen med ett bra slutspel och var med när laget från Västerbotten tog sitt första SM-guld sedan 1977/1978. En bedrift Karlsson upprepade året efter då han var en starkt bidragande orsak till att Skellefteå AIK kunde försvara sitt guld och bli det första laget som klarar av en sådan bedrift sedan Djurgårdens IF 2000/2001.
Efter sin starka säsong belönades Karlsson med ett kontrakt från NHL-klubben San Jose Sharks. Karlsson skrev på ett tvåvägskontrakt över ett år den 30 maj 2014.

## Klubbar
- Skellefteå AIK J20, J20 Superelit (2006/2007 - 2010/2011)
- Skellefteå AIK, Elitserien / SHL (2008/2009 - 2013/2014)
- Worcester Sharks, AHL (2014/2015)
- San Jose Barracuda, AHL (2015/2016)
- San Jose Sharks, NHL (2014/2015 - 2019/2020)
- Skellefteå AIK, SHL (2020/2021 - 2021/2022)
- Lycksele SK, Hockeytrean (2022/2023)
- Skellefteå AIK, SHL (2022/2023)